# 福爾斯縣
福爾斯縣（英語：Falls County）位美國德克薩斯州中部的一個縣。面積2,004平方公里。根据美國2000年人口普查，共有人口18,576人。縣治馬林（Marlin）。
成立於1850年1月28日，縣政府於同年8月5日成立。縣名來自布拉索斯河上的瀑布。